# Résolution 914 du Conseil de sécurité des Nations unies
Membres permanents
- Chine
- États-Unis
- France
- Royaume-Uni
- Russie

Membres non permanents
- Argentine
- Brésil
- Djibouti
- Espagne
- Nigéria
- Nouvelle-Zélande
- Oman
- Pakistan
- République tchèque
- Rwanda

Résolution no 913 Résolution no 915
La résolution 914 du Conseil de sécurité des Nations unies, a été adoptée à l'unanimité le 27 avril 1994, après avoir rappelé les résolutions 908 (1994) et 913 (1994). Le Conseil de sécurité, agissant en vertu du chapitre VII de la Charte des Nations unies, a augmenté les effectifs de la Force de protection des Nations unies (FORPRONU) par jusqu'à 6 550 soldats supplémentaires, 150 observateurs militaires et 275 observateurs de la police civile.

## Voir également
- Guerre de Bosnie-Herzégovine
- Dislocation de la Yougoslavie
- Guerre de Croatie
- Guerres de Yougoslavie